# Аліда (Саскачеван)
Аліда (англ. Alida) — село в канадській провінції Саскачеван за 85 км на схід від м. Естеван. Аліда була заснована як канадська залізнична станція наприкінці XIX століття й була названа на честь леді Аліди Бріттен.

## Населення

### Чисельність
| 2001 | 2006 | 2011 | 2016 |
| ---- | ---- | ---- | ---- |
| 117  | 106  | 131  | 120  |